# Theravada (boeddhistisch nieuwjaar)
In het Theravada is er een viering van het boeddhistische nieuwjaar. In landen waar het Theravada boeddhisme gebezigd wordt zoals Thailand, Birma, Sri Lanka, Cambodja en Laos is dit een hoogtijdag en de belangrijkste viering binnen het boeddhisme. Deze dag wordt Vesak (wesak) of Visakha genoemd. In Myanmar heet deze feestdag Kason.
(Naast deze belangrijkste boeddhistische feestdag wordt in deze landen en het sub-continent op de dag van volle maan in april nog het Aziatisch nieuwjaar gevierd. Dit zijn twee verschillende feestdagen!)

## Data
De data van de viering ligt niet vast. In bovenstaande landen wordt het gedurende de drie dagen beginnende op de eerste dag van de volle maan in mei gevierd. In landen die het Mahayana boeddhisme volgen begint het boeddhistische nieuwjaar op de eerste dag van de volle maan in januari. Culturele en etnische achtergronden bepalen echter op welke dag het nieuwjaar gevierd wordt. In China, Korea en Vietnam wordt nieuwjaar eind januari of begin februari gevierd (volgens de Chinese maankalender), terwijl Tibetanen het nieuwjaar pas een maand later vieren. In weer andere landen begint de viering op de laatste dag (de volle maan) van de hindoe maand Chaitra. Doorgaans is dit de eerste volle maan in april.